# Hampton-Gletscher
Der Hampton-Gletscher ist ein Gletscher im Nordosten der Alexander-I.-Insel westlich der Antarktischen Halbinsel. Er fließt entlang der Westwand der Douglas Range in nordnordöstlicher Richtung zur Schokalskibucht.
Erste Luftaufnahmen von ihm entstanden bei einem Überflug im Jahr 1937 im Rahmen der British Grahamland Expedition (1934–1937) unter der Leitung des australischen Polarforschers John Rymill. Seine Mündung wurde 1948 vom Falkland Islands Dependencies Survey vermessen. Benannt ist der Gletscher nach Wilfred Edward Hampton (1907–1994), Teilnehmer an Rymills Expedition und Pilot des Flugzeugs, mit dem dabei besagter Überflug unternommen wurde.